# Le Wankh
Le Wankh (titre original Servants of the Wankh, puis The Wannek) est un roman de science-fiction de l'auteur américain Jack Vance publié aux États-Unis en 1969 puis paru en France en 1971. Ce roman est le second volume du Cycle de Tschaï, après Le Chasch.
Adam Reith, un Terrien échoué sur la planète Tschaï, cherche toujours le moyen d'affréter un vaisseau spatial pour regagner la planète Terre. En raccompagnant Fleur de Cath dans son pays natal, il pense réussir à gagner la confiance de son père, un riche Seigneur Yao, qui pourrait ensuite l'aider à réaliser son projet.

## Résumé
Ylin-Ylan souhaite rentrer dans son pays de Cath et assure Adam Reith de l'éternelle gratitude de son père s'il l'accompagne. Adam Reith, Traz Onmale, Anacho et Ylin-Ylan partent donc vers l'est, traversent la Steppe Morte, la steppe d'Aman, la forêt de Daduz et rejoignent le port de Coad. Dans la cité maritime, le groupe fait la connaissance du gentilhomme yao Dordolio Or et Cornaline qui était à la recherche de Fleur de Cath.
Tous les cinq embarquent sur le Vargaz, une felouque, pour traverser l'océan Draschade en direction de Settra, une ville du pays Yao. L'embarcation fait une escale à l'île de Gozed et reprend la mer. Après un baiser volé par Adam Reith à l'une des jeunes filles présentes à bord et à cause de la honte subie par Dordolio lors d'un duel à l'épée contre le Terrien, Ylin-Ylan agresse tout l'équipage du bateau avec une dague, puis se jette rageusement à la mer, où elle meurt noyée.
Au large des côtes, Adam Reith repère des astronefs stationnés dans Ao Hidis, la cité Wankh, et caresse le projet d'aller en subtiliser un. Le bateau accoste à Verdoveï et le groupe se rend à Settra pour y rencontrer le père d'Ylin-Ylan. Au château du Jade bleu, Adam Reith est d'abord reçu par l'aide de camp du Seigneur Cizante, puis par le Seigneur lui-même. Il raconte aux deux hommes les circonstances de la mort d'Ylin-Ylan et refuse la récompense promise. Adam Reith est accompagné par Helsse d'Izam, l'aide de camp du Seigneur, chez les « Ardents Attentistes », une secte qui pense que les Hommes viennent d'une lointaine planète appelé le « Monde natal ». Après avoir échappé à plusieurs tentatives d'assassinat, Adam Reith accepte l'offre du Seigneur Cizante : son départ de Settra contre une forte somme d'argent. Avec cette somme, Adam Reith pense pouvoir payer une équipe de Lokhars ayant travaillé dans les ateliers des Wankh et qui pourra l'aider à voler et à piloter un vaisseau spatial Wankh.
Le groupe part avec le Lokhar Zarfo Detwiler pour Kabasas, ville située au nord-est. Ils sont aidés par le peuple lacustre des Hoch Hars qui les aide à franchir le fleuve Jinga. Pendant la traversée, Helsse d'Izam disparaît mystérieusement. Le groupe prend ensuite la route de Smargash, la cité des Lokhars, pour y recruter des techniciens. Ils prennent un bateau, où ils échappent à un guet-apens, puis font appel aux services d'une caravane. Arrivés à Smargash, ils retrouvent Helsse d'Izam, dans un état de semi-conscience. Ils font appel à un rebouteux Dugbo pour savoir ce qui lui est arrivé : il a été empoisonné, seul un pincement de nez lui fait reprendre conscience. Ayant réuni assez de coéquipiers, la troupe repart pour la ville Wankh d'Ao Hidis. Les hommes pénètrent dans la cité et repèrent trois vaisseaux stationnés et non gardés. Ils s'emparent de la fusée-cargo et sont surpris par un Wankh qu'ils sont obligés d'emmener avec eux. Ce vaisseau de dernière génération se révèle difficile à piloter et s'abîme dans le lac Falas. Le Wankh s'échappe alors à la nage.
Les membres de l'équipage de fortune sont arrêtés par les Hommes-Wankh qui les conduisent dans la forteresse des Wankhs. Ils sont interrogés par les Wankhs dont les propos sont traduits par les Hommes-Wankh. Adam Reith et Zarfo Detwiler se rendent compte que leurs propos sont faussés par les Hommes-Wankh qui trahissent leurs paroles. Ils font en sorte que Helsse d'Izam, en fait un Homme-Wankh, traduise le véritable contenu de leurs propos. Ils dénoncent l'imposture des Hommes-Wankh qui manipulent les Wankhs depuis des générations. Ils leur apprennent que ce sont les Hommes-Wankh qui ont fait bombarder les villes Yao de peur que le culte des « Ardents Attentistes » ne se répande sur le continent et qui maintiennent l'équilibre de la terreur entre les Wankhs et les Dirdirs. Surpris par ces révélations, les Wankhs renvoient les Hommes-Wankh de leurs cités.
Toujours sans astronef, Adam Reith cherche de nouvelles solutions pour s'en procurer un. Anacho, l'Homme-Dirdir, lui parle alors des Chantiers Astronautiques de la ville de Sivishe, sur le continent Kislovan, en pays Dirdir, une ville où l'on peut acheter des épaves et les réparer avec l'aide de techniciens spécialisés. Il faudrait trouver l'argent pour financer l'opération.